# Катунки
Кату́нки — село (в 1938—2013 — посёлок городского типа, в 2013—2015 — посёлок) в городском округе город Чкаловск Нижегородской области России, составляющее административно-территориальное образование Сельсовет Катунки. Расположен на берегу Горьковского водохранилища, в 117 км к северо-западу от областного центра, в 13 км к северу от города Чкаловска.
Население — 765 жителей (2015).

## История
Населённый пункт известен с 1621 года; в XIX веке село Катунки было центром кожевенного и клеевого производства. Статус посёлка городского типа — с 1938 года. С 2013 года — сельский населённый пункт. В 2004—2013 годах составлял городское поселение Рабочий посёлок Катунки Чкаловского района, в 2013—2015 годах сельское поселение Сельсовет Катунки того же района, с 2015 года — административно-территориальное образование в рамках городского округа Чкаловска.

## Население
| 1959 | 1970  | 1979  | 1989  | 2002 | 2008 | 2009 | 2010 | 2011 | 2012 |
| ---- | ----- | ----- | ----- | ---- | ---- | ---- | ---- | ---- | ---- |
| 1569 | ↘1529 | ↘1384 | ↘1213 | ↘829 | ↘803 | ↘780 | ↗806 | →806 | ↘794 |
| 2013 | 2014  | 2015  |       |      |      |      |      |      |      |
| ↗811 | ↘809  | ↘799  |       |      |      |      |      |      |      |

## Экономика

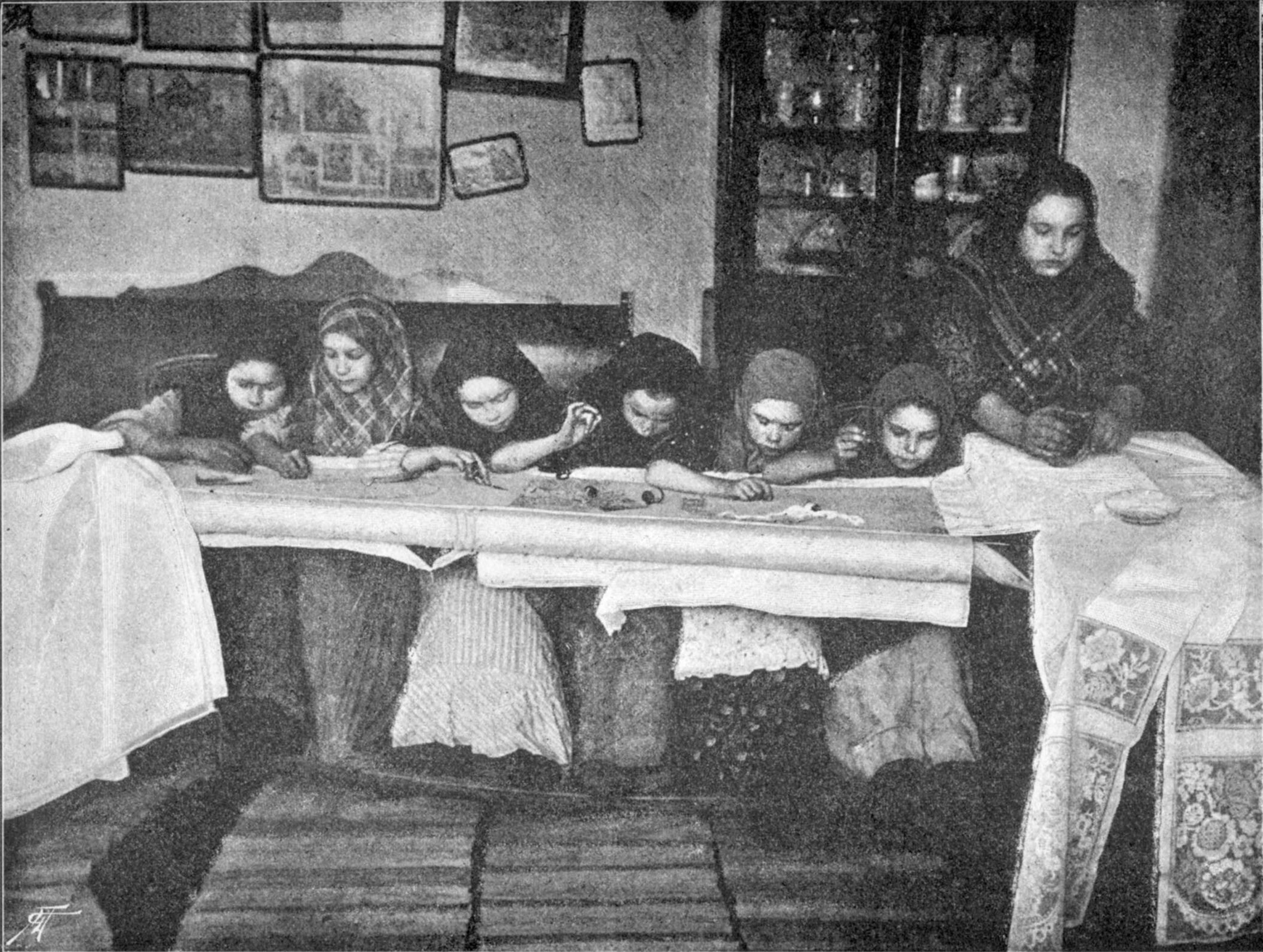
Вышивание узоров по полотну (строчка). Село Катунки Балахнинского уезда. 1896 год

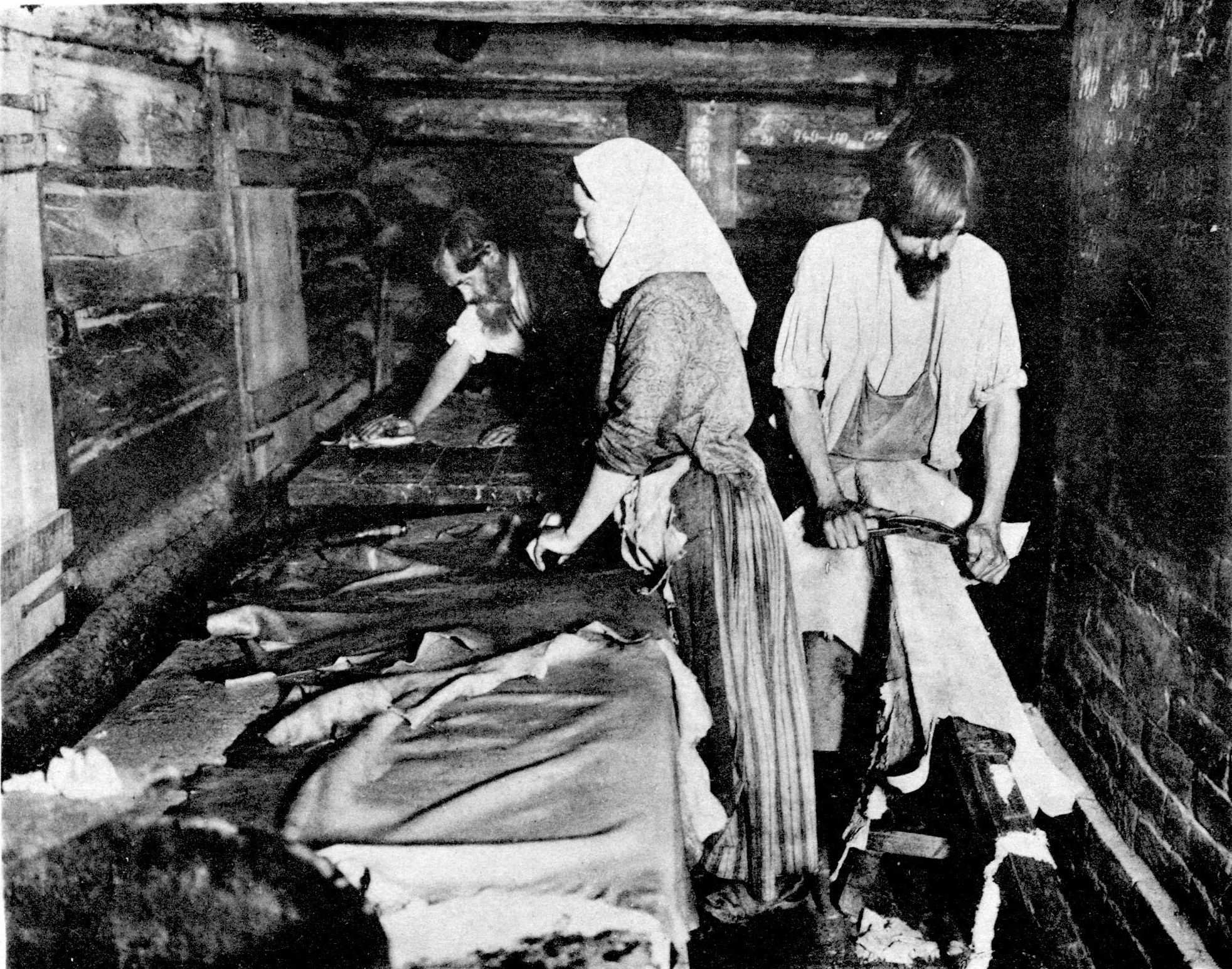
Отделка белого опойка. Село Катунки Балахнинского уезда. 1896 год

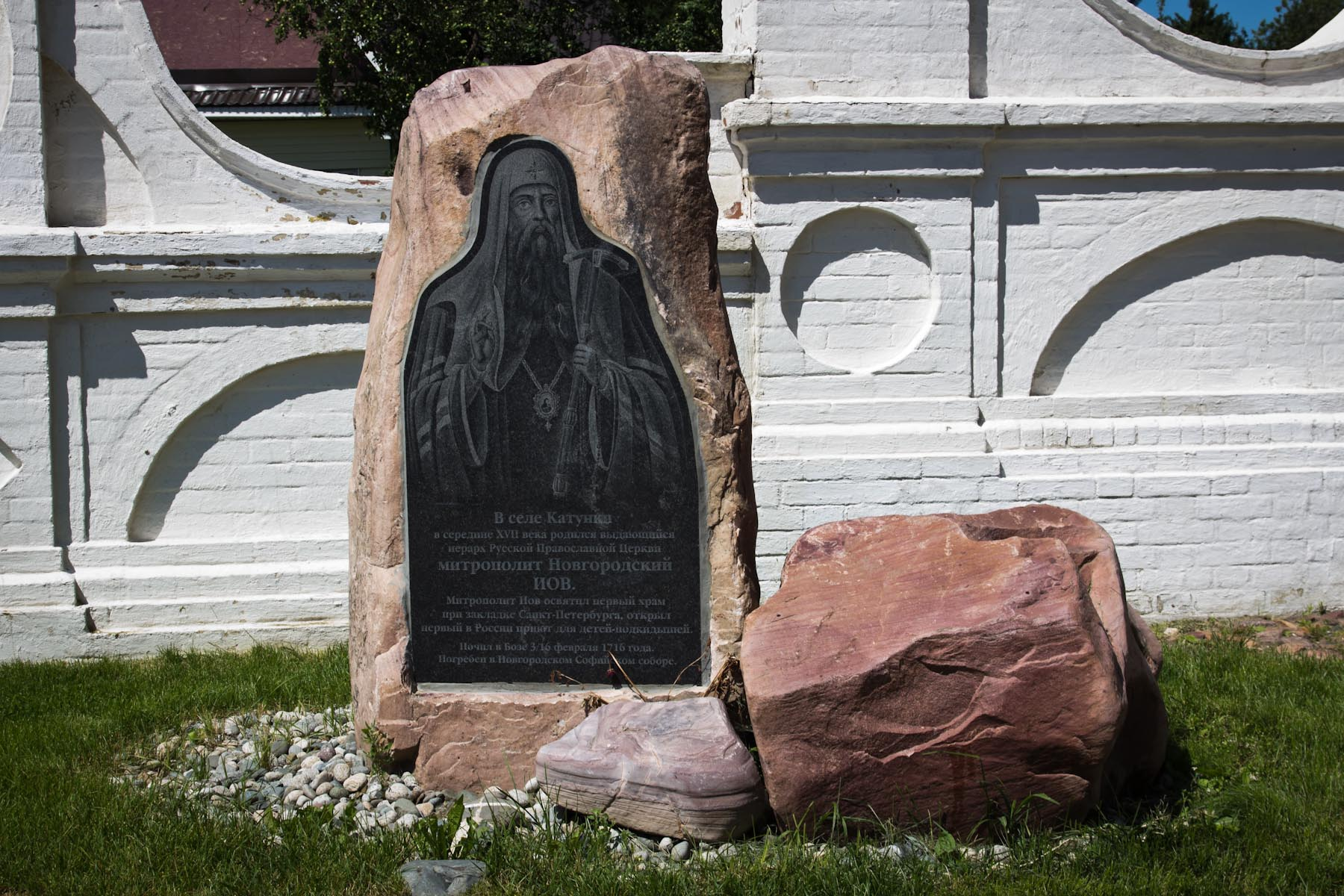
Памятник митрополиту Иову

Механический завод, который производит металлоизделия для машиностроения (автомобилестроение, вагоностроение), а также занимается другой металлообработкой; предприятие принадлежит ООО «Трансстройсервис-БКГ». Создан в 1927 году как артель имени 1 Мая.
Исстари здесь процветает «строчевенный» промысел, в основе которого лежит народное искусство вышивки по льну (катунская строчевая артель была основана в 1924 году). В настоящее время традиции катунских строчевышивальщиц продолжает предприятие ООО «Катунская швейная фабрика».

## Достопримечательности
В селе расположен действующий православный храм, освящённый в честь Рождества Пресвятой Богородицы (1824), при которой действует воскресная школа. Одна из примечательных особенностей церкви состоит в том, что в 2009 году при ней освящён приставной престол в честь святых Петра и Февронии Муромских, ставший первым в Нижегородской области.
В 2010 году был установлен памятник уроженцу села митрополиту новгородскому Иову.
Среди достопримечательностей посёлка — старинный парк. Часть парка и находящихся на нём два двухэтажных корпуса — усадьба Турчаниновых (известных промышленников и меценатов). Здание местной больницы — бывшая усадьба, которая была отдана в приданое Н. Н. Гончаровой при выходе замуж за А. С. Пушкина.